# Humberto Vélez

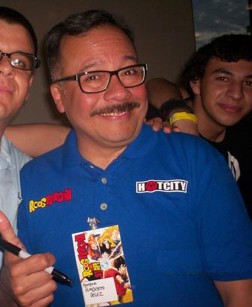
Humberto Velez (2005)

Humberto Francisco Vélez Montiel (* 30. März 1955 in Orizaba) ist ein mexikanischer Schauspieler und Synchronsprecher.

## Leben und Wirken
Humberto Vélez wuchs in Orizaba im Bundesstaat Veracruz auf. Er ist seit 1983 als Schauspieler aktiv und wirkte bislang in mehr 30 Film-und-Fernsehproduktionen mit. Er war bisher zumeist in Nebenrollen besetzt.
Humberto Vélez erlangte vor allem als Synchronsprecher in Lateinamerika und in Spanien eine große Bekanntheit. Er ist seit 1990 (Staffel 1–15 und wieder seit der 32. Staffel) die spanische Stimme von Homer Simpson in der Zeichentrickserie Die Simpsons. Zudem synchronisiert er auch seit einigen Jahren die Zeichentrickfiguren Winnie Puuh und Professor Farnsworth in Futurama. Vélez sprach unter anderem auch den Mafia-Boss Tony Soprano (James Gandolfini) in der Serie Die Sopranos und Al Bundy (Ed O’Neill) in der Sitcom Eine schrecklich nette Familie.

## Privates
Humberto Vélez war von 1995 bis 2006 mit der Schauspielerin und Synchronsprecherin Cony Madera (* 1974) verheiratet. Aus der Ehe gingen ein Sohn und eine Tochter hervor.